# Myosciurus pumilio
Myosciurus pumilio — вид гризунів родини Sciuridae. Він є монотипним у межах роду Myosciurus. Тварина зустрічається в тропічних лісах Камеруну, Республіки Конго, Екваторіальної Гвінеї та Габону. Вона не вважається такою, що перебуває під загрозою зникнення, але, ймовірно, скорочується на місцевому рівні через втрату середовища існування. Разом із Exilisciurus exilis є найменшою вивіркою у світі, її загальна довжина становить близько 12–14 см, а вага — лише 15–18 г, що менше, ніж у типової хатньої миші.

## Морфологічна характеристика
Ці тварини мають довші задні кінцівки, ніж передні, вигнутий череп, вкорінені щічні зуби та постійно зростаючі різці. Крихітне тіло більше схоже на мишу, ніж на вивірку. Хутро світло-оливково-біле знизу та охристо-коричневе зверху. Стандартна вага дорослої особини становить 16,5 грама. Довжина голови й тулуба становить близько 60–75 мм, а хвоста має довжину 50–60 мм. У цього виду є по одному премоляру з кожного боку верхньої щелепи. Між самцями та самками спостерігається незначний статевий диморфізм: розмір тіла самиць дещо менший, ніж у самців, але розмір черепа самців трохи менший, ніж у самиць. 

## Середовище і спосіб життя
Тварини ведуть денний спосіб життя та живуть на деревах. Зустрічаються в багатьох лісах Центральної Африки. Вони віддають перевагу нижчим рівням крони дерев і проводять більшу частину часу на висоті до п'яти метрів. Переважно живуть поодинці. На відміну від більшості вивірок вони не ховають їжу. 

## Трофічні зв'язки
Myosciurus pumilio всеїдні. Ці вивірки їдять зішкрібки з кори, комах та фрукти. Є теорія, що маслянисті спори мікроскопічних грибів можуть бути основною речовиною, яку ці вивірки отримують з кори. M. pumilio збирають кору та безперервно їдять.
M. pumilio є жертвами хижих птахів. Також деякими іншими відомими хижаками є цивети, змії та мурахи-солдати.